# Lagena

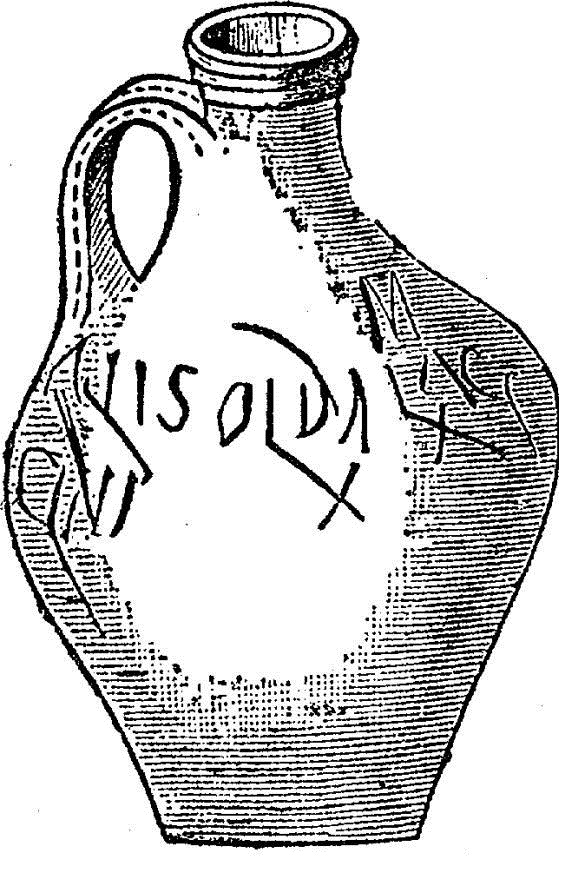
Rzymska lagena (z muzeum w Saintes)

Lagena (łac. lăgoenă), także laguna, lagona – gliniane albo szklane naczynie o pękatym kształcie, z wąską szyjką, służące starożytnym Rzymianom do przechowywania wody lub wina; rodzaj dzbana (kruży).
Używana jako naczynie gospodarskie o prostym wykończeniu, z reguły niezdobione. 
Forma często występująca wśród naczyń terra sigillata jako dzban z jednym uchem.
Wymieniana jako podręczne naczynie do wina dla gości (Horacy, Satyry II 8,41; Juwenalis, Satyry V 29); w Galii też jako dzban na piwo (co poświadcza egzemplarz z paryskiego Museum Carnavalet z inskrypcją „Ospita reple lagona cervesa”). Marcjalis (Epigramaty VII 61) mówi o sklepie z pozawieszanymi za ucha lagenami („catenatae lagonae”).